# Double Trahison
Pour plus de détails, voir Fiche technique et Distribution.
Double Trahison est un  thriller américain sorti en 2014, réalisé par Sam Miller et écrit par Aimée Lagos.

## Synopsis
Une ex-agent des stupéfiants, désormais mère au foyer, a la mauvaise idée de faire entrer chez elle un inconnu qui vient d'avoir un accident de voiture devant sa maison. Elle et ses deux jeunes enfants sont rapidement terrorisés par l'homme.

## Fiche technique
Sauf indication contraire, les informations mentionnées dans cette section peuvent être confirmées par la base de données cinématographiques IMDb,  présente dans la section « Liens externes ».
- Titre : Double Trahison
- Titre original : No Good Deed
- Titre québécois : Mauvaises intentions
- Réalisation : Sam Miller
- Scénario : Aimée Lagos
- Décors : Screen Gems, Will Packer Productions
- Costumes : Keith G. Lewis
- Photographie : Michael Barrett
- Montage : Randy Bricker
- Musique : Paul Haslinger
- Production : Will Packer et Lee Clay
- Sociétés de production :
- Société de distribution : Screen Gems
- Budget : 13,2 millions $[1]
- Pays d'origine :  États-Unis
- Langue originale : Anglais
- Format : 2.35 : 1
- Genre : Thriller
- Durée : 84 minutes
- Dates de sortie :
  - États-Unis : 12 septembre 2014
  - France : 11 mars 2015 en DVD[2],[3]

## Distribution
- Idris Elba (VF : Daniel Njo Lobé ; VQ : Patrick Chouinard) : Colin Evans
- Taraji P. Henson (VQ : Camille Cyr-Desmarais): Terri
- Leslie Bibb (VQ : Catherine Hamann): Meg, la meilleure amie de Terri
- Kate del Castillo (VF : Ethel Houbiers ; VQ : Catherine Sénart) : Alexis, l'ex fiancée de Colin
- Mark Smith : EMT
- Henry Simmons (VF : Jean-Paul Pitolin ; VQ : Marc-André Bélanger) : Jeffrey Granger, le mari de Terri
- Wilbur Fitzgerald : le Docteur Ross
- Mirage Moonschein (VF : Maryne Bertieaux ; VQ : Alice Déry) : Ryan

 Source et légende : version québécoise (VQ) sur Doublage.qc.ca

## Production
- Le Tournage a commencé en avril 2012 à Atlanta en Géorgie.
- Ce film marque les retrouvailles entre le réalisateur Sam Miller et Idris Elba après la série Luther